# Barra del Trabucador

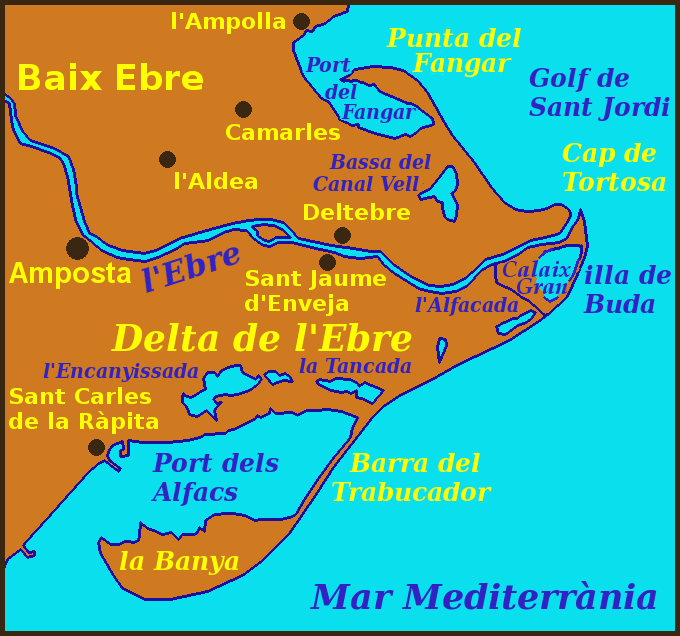
Barra del Trabucador

La barra del Trabucador constitueix un istme de sis quilòmetres que uneix el delta de l'Ebre amb la punta de la Banya. Es tracta d'un espai molt fràgil fruit de la deposició de sorra marina per part dels corrents de deriva. A vegades, a causa de temporals, aquest espai és envaït per l'aigua marina i s'hi obren passos que connecten el mar obert amb la badia dels Alfacs, trencant d'aquesta manera les comunicacions per via terrestre. La seva extensió, juntament amb la costa dels municipis d'Alcanar i la Ràpita, delimiten la badia dels Alfacs. L'istme del Trabucador és recorregut pel camí del Trabucador, que fa cap a les salines de la Trinitat, a la Banya. Les platges són llargues, encara que properes al límit que marca el camí. També tenen un lent aprofundiment, dintre l'aigua, de manera que les aigües són càlides i les marees aparentment de superior incidència.
La major part de la barra està integrada per sorrals sense cap mena de vegetació de fanerògames, tot i que s'hi pot distingir a les vores de la badia, diverses comunitats halòfiles. A la zona de dunes hi predomina el jull de platja (Elymus farctus) (hàbitat d'interès comunitari; codi 2110), amb clapes d'algunes espècies psamòfiles al·loctones al Delta, com Otanthus maritimus i Lotus creticus. Pel que fa a les comunitats halòfiles destaquen les jonqueres halòfiles mediterrànies (Juncetalia maritimi) i els espartinars (hàbitats d'interès comunitari, codis 1410 i 1320), els salicornars subarbustius (hàbitat d'interès comunitari, codi 1420), amb espècies com la barrella punxosa (Salsola kali), la cirialera vera (Arthrocnemum fruticosum) o el donzell marí (Artemisia gallica). Altres hàbitats d'interès comunitari presents a l'espai, són les comunitats halòfiles dels sòls d'humitat molt fluctuant (hàbitat prioritari, codi 1510) i les comunitats de salicòrnia i altres plantes anuals, colonitzadores de sòls argilosos o arenosos salins (codi 1310).
S'han portat a terme diverses actuacions amb l'objectiu de restaurar les comunicacions i estabilitzar l'espai (creació de dunes artificials, tancament de punts oberts pel mar) i donar-li un ús recreatiu (pàrquing, àrea de serveis, etc.). La preocupació en aquest punt és que aquestes actuacions han contribuït a la banalització paisatgística de la zona i no sempre han sigut eficients. La massificació de l'espai, sobretot a l'estiu, i el trànsit rodat per la barra del Trabucador són els principals factors que exerceixen una influència negativa sobre l'espai. L'espai forma part del Pla d'Espais d'Interès Natural (PEIN) i de la Xarxa Natura 2000 ES0000020 «Delta de l'Ebre».

## Desaparició a partir del 2020
Ocasionalment la barra del Trabucador desapareixia, parcialment o només en alguns punts concrets, a causa de l'onatge, el vent i la precipitació associats als temporals que afecten la costa de manera més o menys freqüent, especialment les anomenades «llevantades».
L'any 2020 el temporal Glòria, que va afectar la zona entre els dies 20 i 23 de gener, va fer submergir completament la majoria de la part central de la barra. Es calcula que uns 700.000 metres cúbics d'arena de la barra van ser arrossegats cap a la badia dels Alfacs, de manera que la punta de la Banya va convertir-se en una illa i les salines de la Trinitat van quedar aïllades.
El Ministeri per a la Transició Ecològica va encarregar una intervenció d'urgència per tal de reconstruir un camí provisional a l'espera de la recuperació natural de l'istme que va finalitzar a mitjans del mes de febrer. Però posteriors temporals van tornar a esborrar la superfície elevada, evidenciant una vegada més la regressió de les costes del delta de l'Ebre a causa del canvi climàtic, així com la poca aportació natural de sediments a causa de l'embassament d'aigües riu amunt, entre altres factors.
Al mes d'abril de 2020 es van reiniciar per tercera vegada els treballs d'abocament de sorra després de més afectacions meteorològiques que havien tornat a fer desaparèixer el camí provisional durant els primers dies de març.
El 8 de maig amb un altre temporal es van haver de rescatar els treballadors de les salines, que havien quedat aïllats. L'empresa explotadora de les salines va reconstruir més vegades un camí damunt de l'istme, ja que és l'única via de comunicació viable per al transport de la sal i l'arribada dels treballadors. Tot i així el 6 de juny, amb una pujada de la marea, es van tornar a produir trencaments a la barra.
Diferents entitats que formen part d'Ecologistes en Acció van denunciar públicament el procés de reconstrucció de la barra dut a terme per l'empresa explotadora de les salines, per no respectar el marc jurídic i els seus procediments i per extreure sorra de la platja dels Eucaliptus, situada també a dins del Parc Natural del Delta de l'Ebre. La mateixa entitat ambiental i altres com la Plataforma en Defensa de l'Ebre han reclamat un canvi de model de recuperació: de ser-ne un basat en afegir sorra i construir estructures artificials a un altre a llarg termini que aporti sediments de manera natural a través del riu Ebre.
El juliol de 2020 finalitzava la intervenció del Ministeri a través del Servei de Costes, que havia aportat la 350.000 metres cúbics de sorra provinents d'altres punts del Delta. Però durant l'última setmana d'agost, una altra vegada el braç de sorra va patir trencaments, que van haver de ser reparats d'urgència.
A principis de setembre nous trencaments de la barra van fer que l'ajuntament de la Ràpita en tanqués l'accés als vehicles. Més temporals durant la tardor del 2020 van seguir inundant parcialment l'istme.
Després de la borrasca Filomena, al gener del 2021, la barra del Trabucador va tornar a desaparèixer sota l'aigua. Durant la Setmana Santa, un cop ja restaurada la barra, la massificació de vehicles va portar a l'ajuntament de la Ràpita a regular-ne l'accés fent de pagament el pàrquing.
Des d'aleshores, la barra del Trabucador ha tornat a quedar inundada en diverses ocasions. Quan el Ministeri per a la Transició Ecològica no havia encara completat els treballs de reforç de l'istme, el febrer de 2023 la barra va quedar de nou intransitable a causa d'un temporal de Llevant.